# Султанов, Камиль Даниялович
Камиль Даниялович Султанов (урожденный Капланов) (1911, Туршунай, Терская область, Российская империя — 1 декабря 2002, Махачкала, Российская Федерация) — советский писатель, литературовед, поэт, публицист, переводчик.

## Биография
Потомственный дворянин. Отец — кумыкский князь Даниял Капланов, крупный землевладелец Терской области Российской империи. Камиль Капланов являлся последним урождённым князем в роду. Случившаяся вскоре после его рождения Октябрьская революции 1917 года в России отменила сословия.
Родился в 1911 году в родовом селе Туршунай, большую часть населения которого составляли переселенцы из числа российских немцев, арендовавшие земли для ведения сельского хозяйства. В раннем возрасте покинул родительский дом.
С конца 1920-х годов использовал литературный псевдоним Султанов (псевдоним был выбран в честь деда — князя Тау-Султана Капланова, гвардейского офицера Собственного Его Императорского Величества Конвоя, служившего в охране императора Александра II), впоследствии ставший фамилией.
В период политических репрессий 1930-х годов по инициативе деятеля советских органов государственной безопасности Василия Ломоносова был допрошен Особой тройкой НКВД СССР. Предметом рассмотрения стали дворянское происхождение и наличие среди родственников царских офицеров и генералов. По результатам рассмотрения дела был оправдан. Следствием были приняты к сведению репутация убежденного коммуниста и личное поручительство члена Особой тройки Азиза Алиева  (советский государственный и партийный деятель, дипломат, тесть будущего члена Политбюро ЦК КПСС и 3-го Президента Азербайджана Гейдара Алиева, дед 4-го Президента Азербайджана Ильхама Алиева).
Поступил в Московский институт истории, философии и литературы имени Н.Г. Чернышевского, на литературный факультет. В период учёбы его соседом по комнате в общежитии был Александр Николаевич Шелепин — будущий советский партийный и государственный деятель, член Политбюро ЦК КПСС, Председатель КГБ СССР, один из главных организаторов смещения Н.С. Хрущёва с поста Первого секретаря ЦК КПСС. Впоследствии, после снятия самого Шелепина со всех руководящих постов, Камиль Султанов неоднократно характеризовал «Железного Шурика» (неформальное прозвище Шелепина), как одного из наиболее профессионально подготовленных государственных деятелей из числа известных ему представителей сталинской номенклатуры.
Окончил Высшие литературные курсы при Литературном институте имени А.М. Горького.
Избран ответственным секретарём Правления Союза писателей Дагестана. Работал в редакции кумыкской республиканской газеты «Ленинский путь», главным редактором альманаха «Дружба», директором Дагестанского книжного издательства.
В 1942 году в возрасте 31 года стал членом Союза писателей СССР.
В 1949 году был привлечен к работе редакционной группы, сформированной членом Политбюро ЦК КПСС Лаврентием Берия для перевода на русский язык стихотворений Иосифа Сталина. Редакционную группу возглавлял советский поэт Арсений Александрович Тарковский (отец режиссёра Андрея Тарковского), выполнивший основную работу по переводу стихов. Подарочное издание стихов, выпущенное в единственном экземпляре, было приурочено к официальному празднованию 70-летнего юбилея Сталина. Впоследствии работа по подготовке стихов к изданию была прекращена, в собрание сочинений Сталина его стихи также не попали. По мнению исследователя Льва Котюкова, работа редакционной группы была остановлена лично Сталиным. Исследователь истории Российской империи и СССР Саймон Себаг-Монтефиоре утверждал, что Сталин хотел, чтобы история запомнила его как лидера революции и руководителя советского государства, а не как поэта-подростка из Грузии.
В 1954 году был избран делегатом II Всесоюзного съезда писателей СССР.

Был связан дружбой с писателями Александром Твардовским, поэтами Арсением Тарковским, Сергеем Наровчатовым, Расулом Гамзатовым. Камилю Султанову (Капланову) посвящено одно из стихотворений Расула Гамзатова (отрывок):
«Камиль Даниялович, друг мой старинный, / Сказал мне однажды, вздохнув тяжело, / Что молодость нашу, / Как будто лавину, / Палящее солнце с вершины смело...
Камиль Даниялович, друг мой сердечный, / Я с мнением этим поспорить готов: / Ни жизнь, ни любовь, ни случайные встречи / Не канули в бурном потоке годов…
Камиль Даниялович, друг мой любезный, / Прошу тебя — / С горечью не повторяй: / Что молодость наша была бесполезной / И зрелость напрасно лилась через край.
Мы этой земле не дарили по крохам / Ни дружбу, ни ярость, / Ни злость, ни любовь! / Так, значит, достойная нашей эпохи / В сердцах клокотала горячая кровь".
Сын: Султанов (Капланов) Казбек Камилович — советский и российский ученый, доктор филологических наук, профессор, старший научный сотрудник Института мировой литературы Академии наук СССР, заведующий отделом литератур народов России и СНГ Института мировой литературы РАН. Является международно признанным специалистом в области методологических проблем современного литературоведения, чьи научные исследования посвящены типологии и динамике жанровых модификаций романа в системе межлитературной коммуникации. Автор более трехсот научных публикаций в российской и зарубежной печати.

## Творчество
Перу Камиля Султанова принадлежат литературно-критические очерки и монографии вышедшие в разные годы на русском языке: «Сулейман Стальский», «Поэты Дагестана», «Певцы разных народов», «Расул Гамзатов», «Этюды о литераторах Дагестана», «Очерки истории Дагестанской литературы в XIX — начала XX веков». Произведения посвящены анализу творчества поэтов и писателей И. Казака, С. Стальского, Г. Цадаса, А-П. Салаватова, Э. Капиева, Р. Гамзатова. Камиль Султанов также является автором поэтических книг на родном языке: «Голуби», «Пшеничное зерно», «Лучи Солнца», «Дети и птицы» и многих других. Перевёл на кумыкский язык и опубликовал повесть «Капитанская дочка» А.С. Пушкина, «Король Лир» У. Шекспира, «Крававую свадьбу» Гарсия Лорка, «Испанцы» М.Ю. Лермонтова, а также стихи А. Шогенцукова, Махмуда, О. Батырая, Р. Гамзатова и многих других авторов.

## Награды и звания
- 3 Ордена «Знак Почёта» (в том числе 04.05.1960);
- Медаль «За трудовую доблесть» (28.10.1967);
- Заслуженный работник культуры РСФСР (23.09.1982);
- Заслуженный работник культуры Дагестанской АССР.